# Angelo Scola
Angelo Scola (Malgrate, 7 novembre 1941) è un cardinale, arcivescovo cattolico e teologo italiano, dal 7 luglio 2017 arcivescovo emerito di Milano.

## Biografia
Nasce il 7 novembre 1941 a Malgrate, in provincia di Lecco ed arcidiocesi di Milano, da Carlo, camionista, e Regina Colombo, casalinga. Suo fratello maggiore, Pietro, diverrà in seguito sindaco di Malgrate, rimanendo in carica per diversi mandati.

### Formazione e ministero sacerdotale
Partecipa all'Azione Cattolica e frequenta il liceo classico "Alessandro Manzoni" a Lecco. Nel 1958 incontra per la prima volta don Luigi Giussani a Lecco, durante la Settimana santa, in alcuni incontri di preparazione alla Pasqua, e rimane colpito dalla sua figura e dalla sua predicazione; diviene quindi presidente della Gioventù Studentesca locale.
Dopo due anni di Ingegneria al Politecnico di Milano, passa a Filosofia all'Università Cattolica del Sacro Cuore, dove diviene grande amico di don Giussani. Nel 1967 Scola consegue la laurea con una tesi sulla filosofia cristiana sotto la guida di Gustavo Bontadini. Tra il 1965 e il 1967 è nominato presidente della FUCI di Milano dal cardinale Giovanni Colombo.
Prende quindi, da adulto, la decisione di diventare prete. Nel 1967 entra nel Seminario arcivescovile di Milano e trascorre un anno a Saronno, quindi a Venegono Inferiore. Lascia successivamente l'arcidiocesi ambrosiana per passare al seminario di Teramo. Il 18 luglio 1970 è ordinato presbitero per la diocesi di Teramo, nella chiesa di Santa Maria del Carmine nella città abruzzese, dal vescovo di Teramo e Atri Abele Conigli, conosciuto quando questi era vescovo di Sansepolcro, diocesi nella quale si era formato il primo gruppo toscano di Comunione e Liberazione.
Diverse fonti di stampa, a partire dal 2011, hanno riportato che Scola sarebbe stato allontanato dal seminario di Milano a causa della sua vicinanza a CL. Secondo la ricostruzione di Andrea Tornielli, vaticanista del quotidiano La Stampa, Scola e altri seminaristi vicini al movimento di Comunione e Liberazione avrebbero fatto richiesta di ricevere anticipatamente l'ordine del suddiaconato per essere esonerati dal servizio militare, che avrebbe comportato la sospensione degli studi per diciotto mesi con un possibile ritardo fino a tre anni nel completamento del seminario; da parte dei superiori del seminario milanese, di cui era rettore Bernardo Citterio, vi sarebbe stato tuttavia un atteggiamento di diffidenza nei loro confronti, e la richiesta non fu accolta: la decisione di recarsi in Abruzzo per ricevere il ministero del culto sarebbe stata presa anche su consiglio di Luigi Giussani e Francesco Ricci.
Nel 1969 si reca a Friburgo, in Svizzera, per continuare gli studi, conseguendo il dottorato in teologia con una tesi sul tomista Melchior Cano. Partecipa attivamente al movimento Comunione e Liberazione e collabora alla fondazione della rivista internazionale Communio e dell'edizione italiana della stessa, entrando in contatto con Joseph Ratzinger, Henri de Lubac e Hans Urs von Balthasar; con quest'ultimo realizza due libri intervista.
In numerosi viaggi, ha modo di conoscere anche il mondo dell'Ortodossia. In questo, "suo grande apripista sarà soprattutto don Francesco Ricci, singolare interlocutore internazionale con esperienze e personalità cristiane dell'Europa “dall'Atlantico agli Urali”, ancor prima che cadesse il muro di Berlino".
Dal 1972 al 1976 dirige l'ISTRA (Istituto per gli Studi per la Transizione) dove riunisce giovani ricercatori a confrontarsi su teologia, scienze umane e filosofia. Nel 1976 partecipa al primo convegno ecclesiale organizzato dalla CEI su "Evangelizzazione e promozione umana", e nel programma viene indicato come proveniente da Caserta. Nel 1979, insieme ad altri esponenti di punta di CL (Roberto Formigoni, Bagnoli, Buttiglione e Folloni) intervenne ad una lezione su temi di filosofia e antropologia tenuta privatamente a Silvio Berlusconi, che aveva da poco acquistato Il Giornale, Marcello Dell'Utri e Fedele Confalonieri.
Inizia l'insegnamento all'Università di Friburgo, dove diviene dapprima assistente ricercatore presso la cattedra di filosofia politica e successivamente professore assistente in teologia morale; in seguito insegna alla Pontificia Università Lateranense (1982), dove tiene fra l'altro l'insegnamento di cristologia contemporanea nella facoltà di teologia. Collabora, in qualità di consultore, con la Congregazione per la dottrina della fede dal 1986 al 1991.

### Ministero episcopale e cardinalato

#### Vescovo di Grosseto
Il 20 luglio 1991 papa Giovanni Paolo II lo nomina vescovo di Grosseto; succede ad Adelmo Tacconi, dimessosi per raggiunti limiti di età. Il 21 settembre successivo riceve l'ordinazione episcopale, nella basilica di Santa Maria Maggiore a Roma, dal cardinale Bernardin Gantin, co-consacranti i vescovi Adelmo Tacconi e Abele Conigli. Il 28 settembre prende possesso della diocesi.
A Grosseto riapre il Seminario diocesano, fonda l'Istituto Filosofico-Teologico "San Guglielmo di Malavalle" e fonda la scuola media ed il liceo diocesani.

#### Rettore della Pontificia Università Lateranense
Il 24 luglio 1995 è nominato rettore della Pontificia Università Lateranense e il 14 settembre successivo preside del Pontificio istituto Giovanni Paolo II per studi su matrimonio e famiglia; lo stesso giorno lascia la guida della diocesi di Grosseto.
In seno alla Conferenza Episcopale Italiana è membro della Commissione episcopale per l'educazione cattolica, la scuola e l'università (dal 1995) e presidente del Comitato per gli istituti di scienze religiose (dal 1996).

#### Patriarca di Venezia

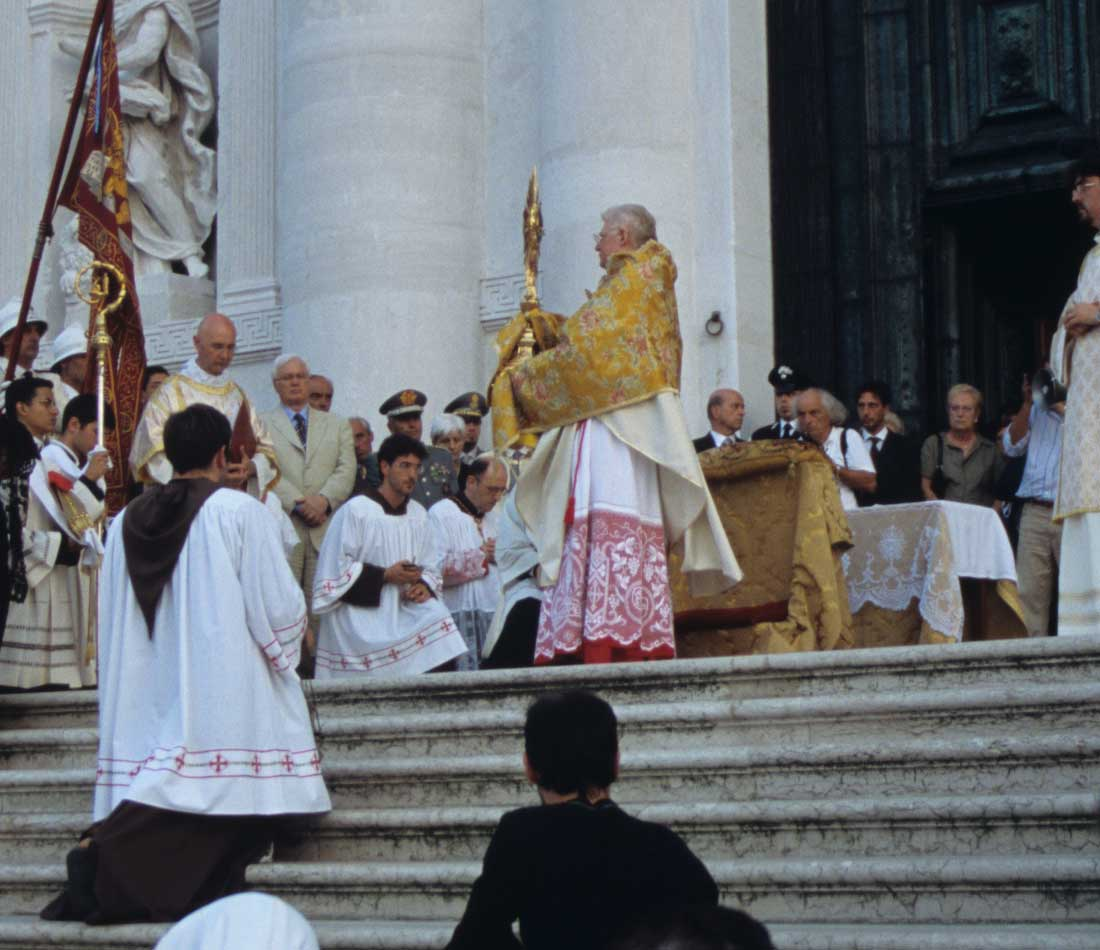
Il cardinale Scola a Venezia mentre impartisce la benedizione eucaristica

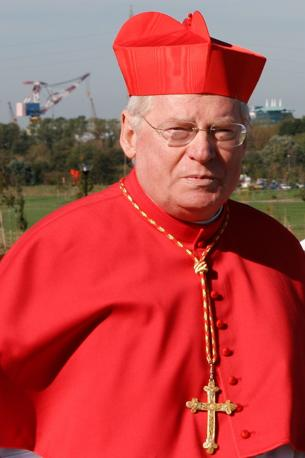
Il cardinale Angelo Scola nel 2009

Il 5 gennaio 2002 viene nominato patriarca di Venezia da papa Giovanni Paolo II; succede al cardinale Marco Cé, dimessosi per raggiunti limiti di età. Il 3 marzo prende possesso del patriarcato.
Dal 9 aprile 2002 è presidente della Conferenza episcopale triveneta. Nel settembre 2003 istituisce il polo pedagogico accademico Studium Generale Marcianum, che viene solennemente inaugurato il 24 aprile 2004 dall'allora segretario di Stato, il cardinale Angelo Sodano durante la solennità di san Marco evangelista, patrono di Venezia.
Nel concistoro ordinario pubblico del 21 ottobre 2003 è creato cardinale presbitero dei Santi XII Apostoli; il 21 febbraio 2004 prende possesso del titolo.

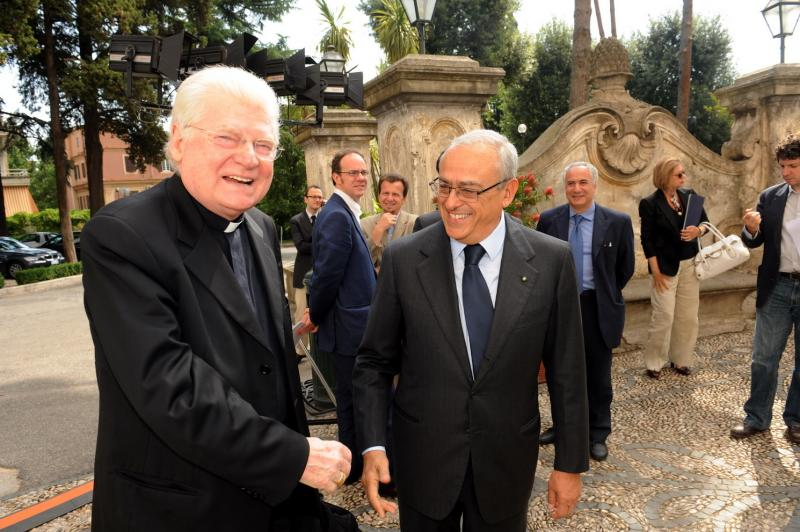
Il cardinale Scola e Francesco Gaetano Caltagirone al convegno degli amici della Libera università internazionale degli studi sociali Guido Carli (Luiss) del 2009 a Roma

Nel 2004, "per promuovere la reciproca conoscenza e l'incontro tra il mondo occidentale e quello a maggioranza musulmana", fonda il Centro Internazionale di Studi e Ricerche Oasis, la cui rivista semestrale "Oasis" ne diventa la prima espressione. A partire dall'anno accademico 2003/2004 tiene un corso, articolato in cinque anni, agli studenti di Teologia e di Diritto Canonico sull'Essenza del cristianesimo, nel quale si sofferma sui temi dell'antropologia teologica.
Il 18 marzo 2005 è nominato da Giovanni Paolo II e confermato dal successore Benedetto XVI relatore generale per la XI Assemblea Generale ordinaria del Sinodo dei vescovi, sul tema "L'Eucaristia: fonte e culmine della vita e della missione della Chiesa", tenutasi in Vaticano dal 2 al 23 ottobre seguente.
Il 10 aprile 2005 celebrando nell'Assemblea ecclesiale diocesana, nella basilica di San Marco, inizia la sua prima visita pastorale nel patriarcato con la lettera di indizione "Oggi devo fermarmi a casa tua" (Lc 19,5). Il 18 e il 19 aprile successivi partecipa come cardinale elettore al conclave che porta all'elezione di papa Benedetto XVI.
È gran cancelliere della Facoltà teologica del Triveneto, inaugurata a Padova il 31 marzo 2006.
Dal 27 settembre 2009 al 7 febbraio 2010 ricopre anche l'ufficio di amministratore apostolico della diocesi di Treviso.
Il 6 marzo 2010, durante la visita pastorale alla chiesa di San Simeon Piccolo a Venezia, assiste pontificalmente alla Messa tridentina celebrata da padre Konrad zu Löwenstein, della Fraternità Sacerdotale San Pietro.
Nell'agosto 2010, durante il suo discorso al meeting di Rimini di Comunione e Liberazione, sostiene che la testimonianza si manifesta nell'osservanza religiosa. Ciò in polemica con i "moralisti", i più insidiosi tra i peccatori in quanto abuserebbero del richiamo a comportamenti esemplari affermando: "Diventa allora necessario liberare la categoria della testimonianza dalla pesante ipoteca moralista che la opprime riducendola, per lo più, alla coerenza di un soggetto ultimamente autoreferenziale". Gad Lerner commenta l'intervento ravvisandovi una giustificazione dell'indulgenza verso il degrado dei comportamenti dei politici al potere. Nella stessa giornata, Scola elogia Renato Farina, dimessosi dall'Ordine dei Giornalisti il 1º marzo 2007 prima che lo stesso Ordine lo radiasse dall'albo: "Sono pochi i giornalisti bravi come lui".
Nel novembre 2010 rivolge ai fedeli del patriarcato la sua prima lettera pastorale per annunciare la visita che papa Benedetto XVI avrebbe compiuto ad Aquileia e a Venezia sabato 7 e domenica 8 maggio 2011.

#### Arcivescovo di Milano
Il 28 giugno 2011 papa Benedetto XVI lo nomina arcivescovo metropolita di Milano; succede al cardinale Dionigi Tettamanzi, dimessosi per raggiunti limiti di età.
Secondo i resoconti del vaticanista Sandro Magister, la scelta di Scola (con il conseguente spostamento dalla sede patriarcale di Venezia a quella arcivescovile di Milano, fatto senza precedenti) sarebbe stata fortemente decisa da Benedetto XVI, anche a motivo della conoscenza di antica data tra i due (Scola aveva collaborato con Ratzinger alla redazione della rivista Communio negli anni settanta ed era stato consulente per la Congregazione per la dottrina della fede mentre Ratzinger era prefetto). Nelle "consultazioni" indette in Italia dal nunzio Giuseppe Bertello, la nomina di Scola aveva avuto l'appoggio anche di Julián Carrón, presidente della Fraternità di Comunione e Liberazione.
Il 7 settembre si congeda dal patriarcato di Venezia e il 9 settembre, per mezzo del procuratore Carlo Roberto Maria Redaelli, vescovo ausiliare dell'arcidiocesi, prende possesso canonico dell'arcidiocesi di Milano. Il 21 settembre riceve il pallio da Benedetto XVI nella Cappella del Palazzo Pontificio di Castel Gandolfo.
Il 25 settembre avviene l'ingresso ufficiale nell'arcidiocesi di Milano, salutando le autorità e ai milanesi dice: "Milano, metropoli illuminata, operosa ed ospitale: non perdere di vista Dio" e augura quindi alla Chiesa milanese di essere "capace di incontrare l'uomo alla radice del suo bisogno." e ricorda ringraziando, tra le persone che idealmente lo hanno accompagnato fino a quel giorno, oltre ai parroci e sacerdoti della sua gioventù la "sofferta figura di Ambrogio Valsecchi", Luigi Giussani, Hans Urs von Balthasar ed Abele Conigli.

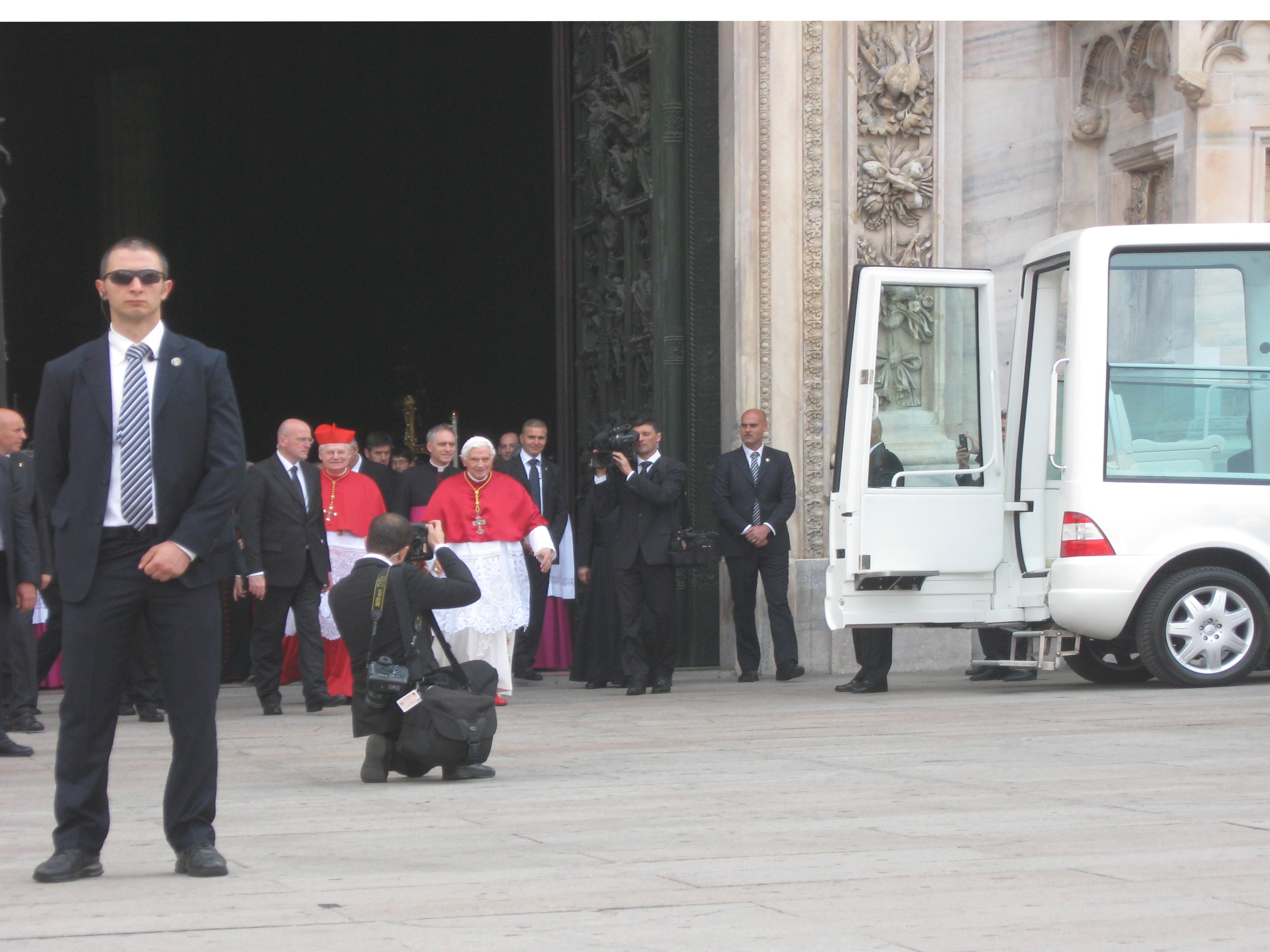
Il cardinale Angelo Scola con papa Benedetto XVI all'ingresso del Duomo di Milano

Nell'ottobre 2011 è eletto presidente della Conferenza episcopale lombarda. Dal 1º al 3 giugno 2012 accoglie papa Benedetto XVI in visita pastorale all'arcidiocesi di Milano in occasione del VII Incontro Mondiale delle Famiglie (30 maggio-3 giugno 2012) e il 3 settembre, nel duomo di Milano, presiede le solenni esequie del cardinale Carlo Maria Martini.
L'8 settembre 2012 viene pubblicata la sua prima lettera pastorale all'arcidiocesi dal titolo "Alla scoperta del Dio vicino". In essa invita i fedeli ambrosiani a "concentrarsi sull'essenziale" e a preferire "i linguaggi della gratitudine piuttosto che quelli del puro dovere, decisione di dedicare tempo alla conoscenza e alla contemplazione più che proliferazione di iniziative, silenzio più che moltiplicazione di parole, l'irresistibile comunicazione di un'esperienza di pienezza che contagia la società più che l'affannosa ricerca del consenso. In una parola: testimonianza più che militanza".

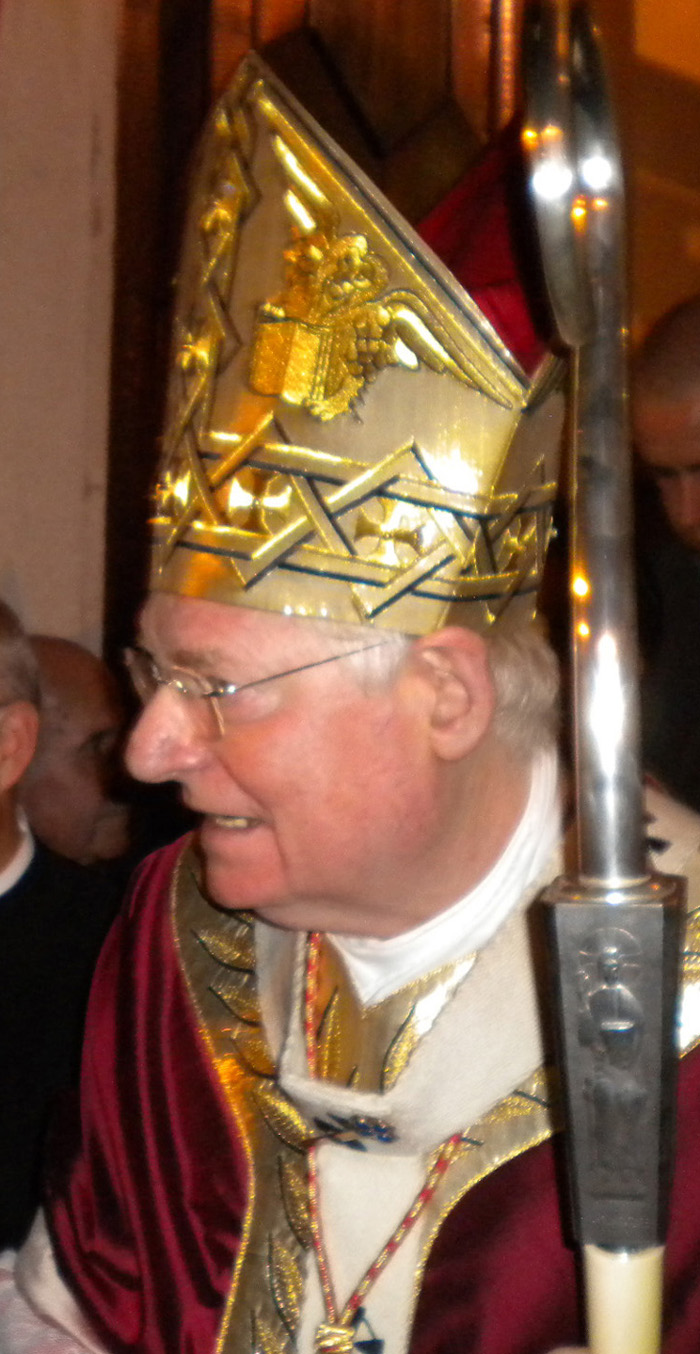
Il cardinal Scola il 22 settembre 2012 durante una celebrazione a Cassano Magnago

Accreditato dalla stampa italiana quale possibile successore di papa Benedetto XVI, dal 12 al 13 marzo 2013 partecipa come cardinale elettore al conclave che elegge invece nuovo papa il cardinale argentino Jorge Mario Bergoglio.
Secondo il vaticanista Paolo Rodari, al primo scrutinio, Angelo Scola sarebbe stato in testa nei suffragi dei cardinali elettori, con circa 35 voti, seguito da Bergoglio con 20 voti e da Marc Ouellet con 15. Anche il vaticanista Andrés Beltramo Álvarez conferma che, la sera del 12 marzo, il cardinale più votato non sarebbe stato Bergoglio.
Sempre secondo le indiscrezioni di Rodari, Scola sarebbe stato il candidato più votato fino al terzo scrutinio, sostenuto dal continuo appoggio, fra gli altri, dei cardinali Angelo Bagnasco, Carlo Caffarra e Christoph Schönborn. Secondo Sergio Rame, di Libero, Scola avrebbe raggiunto, al termine del terzo scrutinio, una cinquantina di voti.
La candidatura di Scola, tuttavia, sarebbe stata stroncata il 13 marzo fra il terzo e il quarto scrutinio, durante la pausa per il pranzo presso la Domus Sanctae Marthae, dai cardinali della curia romana e da quelli nordamericani: i primi «per antiche invidie e rivalità» contro l'arcivescovo di Milano, mentre i secondi per via della sua vecchia vicinanza a Comunione e Liberazione, condizione che aveva suscitato alcune perplessità anche fra i porporati statunitensi. Secondo Sergio Rame, invece, Scola avrebbe volontariamente ritirato la propria candidatura, onde evitare una situazione di stallo, non ritenendo sufficienti i consensi da lui ottenuti sino a quel momento, per poter aspirare al soglio pontificio. Secondo Andrea Tornielli, come primo gesto dopo l'elezione, papa Francesco si sarebbe diretto verso Scola per abbracciarlo.
Alle 20:23 del 13 marzo, una nota del segretario generale della Conferenza Episcopale Italiana Mariano Crociata inviata ai giornalisti e contenente l'omaggio al nuovo papa Francesco, contiene per errore nell'intestazione la dicitura "esprime i sentimenti dell'intera Chiesa italiana nell'accogliere la notizia dell'elezione del cardinale Angelo Scola a Successore di Pietro".
Nel corso del suo episcopato ambrosiano scrive quattro lettere pastorali: Il bene della famiglia (2011), Alla scoperta del Dio vicino (2012), Il campo è il mondo (2013) ed Educarsi al pensiero di Cristo (2015). Con la nota pastorale La Comunità Educante (2016) manifesta la sua attenzione al tema dell'iniziazione cristiana.
Durante la visita pastorale nelle sette zone pastorali della diocesi, in cui incontra migliaia di fedeli, dà particolare risalto alle assemblee ecclesiali, occasioni di dialogo sui punti principali del suo magistero: l'unità tra fede e vita e la passione per la comunione ecclesiale, secondo il principio della pluriformità nell'unità. Propone il suo magistero principalmente dal duomo di Milano: non solo nelle solennità, ma anche settimanalmente nei tempi forti dell'anno liturgico (le domeniche d'Avvento e le Viae Crucis in Quaresima). Sempre in duomo, tiene, con ecclesiastici provenienti da tutto il mondo, gli Incontri in Cattedrale (al mattino per il clero e la sera per tutti), volti ad approfondire il tema dell'universalità della Chiesa.
Crea i Dialoghi di vita buona, cercando così occasioni di confronto e di conoscenza con i settori della fragilità, cultura e comunicazione, politica, lavoro ed economia, presenti sul territorio e incontrati già dalle prime settimane come arcivescovo. Nel 2015 interviene più volte sul tema di Expo 2015: Cosa nutre la vita?.
Il 27 luglio 2015 papa Francesco lo nomina suo inviato speciale alla celebrazione eucaristica in occasione del XVIII meeting internazionale delle comunità colombaniane, in occasione dei 1400 anni dalla morte di San Colombano, in programma a Bobbio il 30 agosto.
Il 25 marzo 2017 accoglie papa Francesco in visita pastorale all'arcidiocesi di Milano.

#### Arcivescovo emerito
Il 7 luglio 2017 il pontefice accoglie la sua rinuncia, presentata per raggiunti limiti di età, al governo pastorale dell'arcidiocesi di Milano; gli succede Mario Delpini, fino ad allora vescovo ausiliare e vicario generale dell'arcidiocesi stessa. Rimane amministratore apostolico fino al 9 settembre seguente, giorno della presa di possesso da parte del successore, a cui, in qualità di delegato pontificio, impone il pallio, durante una cerimonia svoltasi nel santuario di San Pietro Martire a Seveso il 12 settembre.
L'8 agosto dello stesso anno, nel duomo di Milano, aveva presieduto le solenni esequie del suo predecessore, il cardinale Dionigi Tettamanzi.
Il 7 dicembre 2017 gli viene conferita dal comune di Milano l'onorificenza della Grande medaglia d'oro di benemerenza civica per il suo impegno sociale come arcivescovo della città.
Il 7 novembre 2021 compie ottant'anni e, in base a quanto disposto dal motu proprio Ingravescentem Aetatem di papa Paolo VI del 1970, esce dal novero dei cardinali elettori e decade da tutti gli incarichi ricoperti nella Curia romana.
Da arcivescovo emerito risiede nella canonica di Imberido, frazione di Oggiono, vicino al suo paese natale.

#### Incarichi nella Curia romana
Ha ricoperto, presso la Curia romana, i seguenti incarichi:
- membro della Congregazione per il clero (dal 1994);
- consultore del Pontificio consiglio per la famiglia (1996);
- membro del Pontificio consiglio della pastorale per gli operatori sanitari (1996-2001);
- membro del Comitato di presidenza del Pontificio consiglio per la famiglia (2002-2016);
- membro del Comitato di presidenza del Pontificio consiglio per i laici (2004-2016);
- membro della Congregazione per il culto divino e la disciplina dei sacramenti (dal 2005);
- membro della Prefettura degli affari economici della Santa Sede (dal 2005);
- membro del Consiglio post-sinodale della segreteria generale del Sinodo dei vescovi;
- membro per Pontificio consiglio della cultura (dal 17 gennaio 2009);
- membro del Consiglio di Cardinali per lo studio dei problemi organizzativi ed economici della Santa Sede (dal 2011);
- membro del Pontificio consiglio per la promozione della nuova evangelizzazione (dal 2011);
- membro della Congregazione per le Chiese orientali (dal 2012);
- membro della Congregazione per la dottrina della fede (dal 2012);
- membro del Pontificio consiglio per i laici (2014-2016).

## Genealogia episcopale e successione apostolica
La genealogia episcopale è:
- Cardinale Scipione Rebiba
- Cardinale Giulio Antonio Santori
- Cardinale Girolamo Bernerio, O.P.
- Arcivescovo Galeazzo Sanvitale
- Cardinale Ludovico Ludovisi
- Cardinale Luigi Caetani
- Cardinale Ulderico Carpegna
- Cardinale Paluzzo Paluzzi Altieri degli Albertoni
- Papa Benedetto XIII
- Papa Benedetto XIV
- Papa Clemente XIII
- Cardinale Marcantonio Colonna
- Cardinale Giacinto Sigismondo Gerdil, B.
- Cardinale Giulio Maria della Somaglia
- Cardinale Carlo Odescalchi, S.I.
- Cardinale Costantino Patrizi Naro
- Cardinale Lucido Maria Parocchi
- Papa Pio X
- Papa Benedetto XV
- Papa Pio XII
- Cardinale Eugène Tisserant
- Cardinale Bernardin Gantin
- Cardinale Angelo Scola

La successione apostolica è:
- Vescovo Giuseppe Andrich (2004)
- Vescovo Beniamino Pizziol (2008)
- Vescovo Karl Golser (2009)
- Vescovo Adelio Dell'Oro (2013)
- Vescovo Franco Agnesi (2014)
- Vescovo Paolo Martinelli, O.F.M.Cap. (2014)
- Vescovo Pierantonio Tremolada (2014)

## Araldica
| Stemma | Blasonatura |
| ------ | --- |
|        | D'azzurro, alla nave al naturale fluttuante sopra un mare al naturale con addestrata una stella in oro. Lo scudo, accollato a una croce astile d'oro, posta in palo, è timbrato da un cappello con cordoni e nappe di verde. Le nappe, in numero di dodici, sono disposte sei per parte, in tre ordini di 1, 2, 3. Sotto lo scudo, nella lista svolazzante d'oro, il motto in lettere maiuscole di nero: SUFFICIT GRATIA TUA.                                                 |
|        | Al capo di San Marco; d'azzurro, alla nave al naturale fluttuante sopra un mare al naturale con addestrata una stella in oro. Lo scudo, accollato a una croce astile patriarcale d'oro, posta in palo, è timbrato da un cappello con cordoni e nappe di rosso. Le nappe, in numero di trenta, sono disposte quindici per parte, in cinque ordini di 1, 2, 3, 4, 5. Sotto lo scudo, nella lista svolazzante d'oro, il motto in lettere maiuscole di nero: SUFFICIT GRATIA TUA. |
|        | Al capo di Milano; d'azzurro, alla nave al naturale fluttuante sopra un mare al naturale con addestrata una stella in oro. Lo scudo, accollato a una croce astile patriarcale d'oro, posta in palo, è timbrato da un cappello con cordoni e nappe di rosso. Le nappe, in numero di trenta, sono disposte quindici per parte, in cinque ordini di 1, 2, 3, 4, 5. Sotto lo scudo, nella lista svolazzante d'oro, il motto in lettere maiuscole di nero: SUFFICIT GRATIA TUA.    |

## Pubblicazioni
La bibliografia del cardinale Scola consiste in più di 120 contributi in opere collettive e in riviste teologiche e filosofiche internazionali.
Nel periodo d'insegnamento svolge un'intensa attività di ricerca, che lo porta a scrivere:
- Avvenimento e tradizione. Questioni di ecclesiologia;
- Questioni di antropologia teologica;
- L'alba della dignità umana. La fondazione dei diritti umani nella dottrina di Jacques Maritain

Alla sessualità umana e alle questioni legate al matrimonio e alla famiglia dedica:
- Il mistero nuziale, vol. 1. Uomo-donna, vol. 2. Matrimonio-famiglia.
- A. Scola-Hans Urs von Balthasar, Viaggio nel postconcilio, 30 Giorni, novembre 1985;
- A. Scola-Hans Urs von Balthasar, Vagliate ogni cosa, trattenete ciò che è buono, Lateran University Press, 2002.
- L'esperienza elementare. La vena profonda del magistero di Giovanni Paolo II, 2003 [in occasione del 25º anno di elezione di Wojtyła]
- Uomo-Donna. Il caso serio dell'amore, 2003 [Premio Capri]
- Morte e libertà (2004);
- Un pensiero sorgivo. Sugli scritti di Luigi Giussani (2004);
- La gioia e la fretta (2004);
- Gesù destino dell'uomo. Cammino di vita cristiana (2004);
- Chi è la Chiesa? Una chiave antropologica e sacramentale per l'ecclesiologia (2005);
- Eucaristia. Incontro di libertà (2005);
- Stupore eucaristico. Conversazioni dal Sinodo (2006), dove sono raccolti in forma d'intervista pensieri e riflessioni sull'esperienza da relatore generale al Sinodo dei vescovi dell'ottobre 2005;
- Vagabondi o pellegrini? (2006);
- Deus caritas est (2006), un'attenta e approfondita analisi sulla prima enciclica di Benedetto XVI;
- Una nuova laicità. Temi per una società plurale (2007);
- La dottrina sociale della Chiesa: risorsa per una società plurale (2007);
- Dio? Ateismo della ragione e ragioni della fede (2008);
- La vita buona. Dialoghi sulla laicità, scienza e fede, vita e morte alla vigilia del Redentore (2009);
- Maria, la donna. I misteri della vita della Vergine (2009);
- Uno sguardo su Albino Luciani (2009);
- Buone ragioni per la vita in comune. Religione, politica, economia (2010);
- Chi è la Chiesa? Una chiave antropologica e sacramentale per l'ecclesiologia (2011);
- La vita buona. Un dialogo sulla Chiesa, la fede, l'amore, la vita e il suo senso (2012);
- Non dimentichiamoci di Dio. Libertà di fedi, di culture e politica (2013);
- Un mondo misto, Milano, Jaca Book, 2016.
- Dio ha bisogno degli uomini. Preti per il terzo millennio, Milano, BUR, 2016, ISBN 978-88-1708-952-4.
- Dio e la creazione, Marcianum Press, 2016.
- Orizzonti di fede, Milano, Centro Ambrosiano, 2017.
- La vicinanza del mistero. Meditazioni verso il Natale, Milano, Centro Ambrosiano, 2017.
- Postcristianesimo? Il malessere e le speranze dell'Occidente, Venezia, Marsilio, 2017, ISBN 978-88-3172-709-9.
- A. Scola, Luigi Geninazzi, Ho scommesso sulla libertà. Autobiografia, Milano, Solferino, 2018, ISBN 978-88-2820-036-9.

Documenti del Magistero episcopale milanese:
- Lettera pastorale Il bene della famiglia. Per confermare la nostra fede (2011);
- Lettera pastorale Alla scoperta del Dio vicino (2012);
- Lettera pastorale Il campo è il mondo. Vie da percorrere incontro all'umano (2013);
- Cosa nutre la vita? EXPO 2015, discorso di Sant'Ambrogio alla città di Milano (2013);
- Nota pastorale La Comunità Educante (2014);
- Un nuovo umanesimo, discorso di Sant'Ambrogio alla città di Milano (2014);
- Lettera pastorale Educarsi al "pensiero di Cristo" (2015);
- Giustizia e misericordia per edificare la società plurale, discorso di Sant'Ambrogio alla città di Milano (2015);
- Maria, speranza e aurora di salvezza del mondo intero. Indicazioni per Educarsi al "pensiero di Cristo" - Anno Pastorale 2016-2017 (2016);
- Milano e il futuro dell'Europa, discorso di Sant'Ambrogio alla città di Milano (2016).